# Parigny, Manche

Parigny este o comună în departamentul Manche, Franța. În 1 ianuarie 2018 avea o populație de 1.836 de locuitori.